# Isosaari (ö i Finland, Lappland, Östra Lappland, lat 67,23, long 27,35)
Isosaari är en ö i Finland. Den ligger i vattendraget Kitinen och i kommunen Pelkosenniemi i den ekonomiska regionen  Östra Lapplands ekonomiska region  och landskapet Lappland, i den norra delen av landet, 800 km norr om huvudstaden Helsingfors. Öns area är 18,4 hektar och dess största längd är 0,9 kilometer i sydöst-nordvästlig riktning.